# Helmut Schroff
Helmut Schroff (* 10. Mai 1901 in Heidelberg; † 12. März 1945) war ein deutscher Klassischer Philologe und Gymnasiallehrer.

## Leben
Helmut Schroff studierte Klassische Philologie an der Universität Heidelberg. Unter der Anleitung seiner hiesigen Lehrer wandte er sich besonders der Spätantike zu. Bereits 1923 verfasste er eine Preisschrift über Claudians Gedicht De bello Pollentino, die am 23. November von der Philosophischen Fakultät ausgezeichnet wurde. Aus dieser Arbeit wurde Schroffs Dissertation, mit der er 1926 zum Dr. phil. promoviert wurde.
Nach dem Staatsexamen arbeitete Schroff als Gymnasiallehrer in Baden, um 1931 in Freiburg im Breisgau. Ab 1937 war er am Gymnasium in Rastatt tätig. Neben dem Schuldienst verfasste er wissenschaftliche und didaktische Aufsätze sowie Artikel für die Realenzyklopädie der klassischen Altertumswissenschaft (von 1930 bis 1936).
Am 7. Februar 1942 wurde Schroff zum Kriegsdienst eingezogen und musste seine schulische und wissenschaftliche Laufbahn unterbrechen. Er fiel wenige Wochen vor Ende des Zweiten Weltkrieges am 12. März 1945.

## Schriften (Auswahl)
- Claudians Gedicht vom Gotenkriege. Berlin 1927 (Klassisch-philologische Studien 8)